# All Things Go
"All Things Go" é uma canção da rapper estadunidense Nicki Minaj, gravada para o seu terceiro álbum de estúdio, The Pinkprint.

## Antecedentes e lançamento
Depois de lançar seu segundo álbum de estúdio Pink Friday: Roman Reloaded, em abril de 2012, Minaj entrou no indústria de varejo com o lançamento de suas fragrâncias Pink Friday e Minajesty e uma introdução da linha de roupas exclusiva das lojas Kmart, denominada Nicki Minaj Collection. Em novembro daquele ano, ela também relançou o Pink Friday: Roman Reloaded em uma versão expandida, com o subtítulo The Re-Up; Minaj comentou que "no que diz respeito a produção [do álbum], eu gosto do caminho que o The Re-Up seguiu" e "eu quero continuar por esse caminho e adicionar mais coisas nele musicalmente".
Em 30 de novembro de 2014, o site Amazon francês divulgou a tracklist oficial do projeto The Pinkprint, que 2 dias depois, Nicki Minaj lançou a pré-venda do álbum com a faixa "All Things Go" junto, que fala sobre sua vida.

## Composição
"All Things Go" tem uma duração de quatro minutos e cinquenta e três segundos, que apresenta o gênero de hip-hop alternativo.
Em letras, a música é um relato sóbrio de uma ampla gama de desafios pessoais o rapper tem enfrentado em sua vida, a partir de relações tensas com sua família para o assassinato de seu primo, Nicholas Telemaque, em julho de 2011. Minaj abre a canção com uma reflexão sobre a fama e a velocidade com que a vida se move para a frente. "A vida é um filme", ela canta. No terceiro verso, Minaj aborda a maternidade - tanto a sua relação com a mãe ("Eu daria tudo se de alguma forma eu poderia apenas reacender isso") e a percepção de que seu próprio filho poderia ter sido um adolescente agora. Na sua canção de 2008, "Autobiography", Minaj se refere ao que soa como um aborto, rap, "Por favor, perdoe-me o bebê, a mamãe era jovem".

## Performances
Minaj realizou a música, no dia 06 de dezembro de 2014 no Saturday Night Live, com o apresentador James Franco. Esta foi sua segunda aparição como convidada musical no programa.